# Armoriale dei comuni della provincia di Cremona

Stemma della Provincia di Cremona

Questa pagina contiene le armi (stemmi e blasonature) dei comuni della provincia di Cremona.
| Stemma | Comune e blasonatura | Gonfalone e/o bandiera |
| ------ | --- | ---------------------- |
|        | Acquanegra Cremonese Partito: nel primo, d'argento alla croce piana di rosso; nel secondo, fasciato di rosso e d'argento; a due spade d'argento, con le punte all'insù, poste in decusse e attraversanti sul tutto. Ornamenti esteriori da Comune. Gonfalone: Drappo partito di rosso e di bianco |                        |
|        | Agnadello Bandato di rosso e d'argento. Ornamenti esteriori da Comune. RD del 18 luglio 1930 Gonfalone: Drappo di bianco RD del 19 ottobre 1933 |                        |
|        | Annicco Di verde, alla falce fienaia d'argento, manicata di legno, posta in banda, accompagnata da tre api d'oro dal volo spiegato, poste due in capo e una in punta. Ornamenti esteriori da Comune. Gonfalone: Drappo partito di verde e di giallo… |                        |
|        | Azzanello Semitroncato partito: nel primo, di rosso, all'aquila d'oro, rivoltata, poggiante le zampe sulla linea di partizione; nel secondo, d'oro, alle tre fasce di nero; nel terzo, d'argento, al biscione d'azzurro, ondeggiante in palo di sei spire, ingollante il putto nudo, di carnagione, posto in fascia, con le braccia aperte. Ornamenti esteriori da Comune. |                        |
|        | Bagnolo Cremasco Di rosso, al castello d'argento, murato di nero, merlato torricellato aperto e finestrato di tre e di due con una ruota di molino a otto raggi e due cerchi concentrici d'argento fra le torricelle. [Capo del Littorio]. Ornamenti esteriori da Comune. R.D. del 17 maggio 1937 Gonfalone: Drappo di bianco… |                        |
|        | Bonemerse Semipartito troncato: il primo, di argento, al tralcio di vite, posto in banda, di verde, pampinoso di sei, dello stesso, fruttato di due, di porpora; il secondo, di azzurro, alla quercia di verde, fustata al naturale, nodrita nella pianura di verde; il terzo, di azzurro, alla chiesa di Santa Maria Nascente, in Bonemerse, d'oro, chiusa e finestrata di nero, unita a sinistra al campanile d'oro, aperto del campo, chiesa e campanile fondati in punta. Ornamenti esteriori da Comune. D.P.R. del 25 febbraio 2008 Gonfalone: Drappo di bianco con bordura di azzurro… |                        |
|        | Bordolano Troncato: nel primo, d'oro, all'aquila spiegata di nero, linguata e membrata di rosso, coronata all'antica del campo, posta sulla partizione; nel secondo, di nero, alla banda d'argento. Ornamenti esteriori da Comune. |                        |
|        | Ca' d'Andrea (dal 2019 incorporato nel comune di Torre de' Picenardi) D'azzurro, alla croce di Sant'Andrea d'argento, caricata nel centro di una casa al naturale. Ornamenti esteriori da Comune. D.P.R. del 10 aprile 1954 Gonfalone: Drappo d'azzurro… |                        |
|        | Calvatone |                        |
|        | Camisano Troncato; nel primo, d'azzurro, all'aquila spiegata d'oro; nel secondo, d'argento, all'aquila spiegata di nero. Ornamenti esteriori da Comune. D.P.R. dell'11 aprile 1986 |                        |
|        | Campagnola Cremasca Troncato: nel primo di rosso, a tre spighe di grano, impugnate, d'oro e legate d'azzurro; nel secondo, d'argento, alla fascia ondata d'azzurro. Ornamenti esteriori da Comune. Gonfalone: Drappo di giallo… D.P.R. del 10 novembre 1997 |                        |
|        | Capergnanica Di rosso, alle due sciabole d'argento, guarnite d'oro, decussate e con le punte all'insù verso i lati dello scudo, accompagnate in punta dalla croce di S. Andrea, d'argento, scorciata e caricata in cuore da un dado di nero. Ornamenti esteriori da Comune. Gonfalone: Drappo partito di bianco e di rosso… |                        |
|        | Cappella Cantone Troncato: nel primo di verde, a due pali cuciti di rosso, alla stella raggiata di sei d'oro in cuore; nel secondo di azzurro, al cassone povero visto di tre quarti con la parte superiore aperta a 60 gradi, fondato sulla campagna di rosso, caricata di tre monti all'italiana, uniti, di verde, quello centrale più elevato. Ornamenti esteriori di Comune. |                        |
|        | Cappella de' Picenardi D'azzurro: inquartato dalla croce in filetto di argento: nel primo, al liocorno rampante, d'argento; nel secondo, alla stella d'oro, accompagnata da altre cinque simili stelle, più piccole, poste in circolo, dello stesso; nel terzo, a tre spighe di grano, impugnate, d'oro; nel quarto, al riccio di pastorale, d'argento. Sotto lo scudo, su lista bifida e svolazzante di argento, il motto, in lettere maiuscole lapidarie romane, di nero: «UBI FIDES IBI LIBERTAS». Ornamenti esteriori da Comune. Gonfalone: Drappo di bianco con la bordatura di azzurro… D.P.R. del 27 febbraio 2009 |                        |
|        | Capralba Partito semitroncato: nel primo, d'azzurro, alla torre d'argento, aperta e finestrata di due nero, merlata di sette e fondata su una campagna di rosso; nel secondo, d'oro, alla pianta di lino di verde, fiorita d'azzurro; nel terzo, di verde, alla banda d'azzurro, attraversata da onde d'argento. Corona di Comune. D.P.R. del 7 febbraio 2002 |                        |
|        | Casalbuttano ed Uniti Campo di cielo, al castello merlato di tre alla ghibellina, al naturale, aperto del campo, finestrato di tre, 2 e 1, e murato di nero, all'aquila dal volo spiegato al naturale, posata sui due merli laterali del castello. Ornamenti esteriori di Comune. D.C.G. del 9 luglio 1931 Gonfalone: Drappo partito di rosso e di bianco riccamente ornato di ricami d'argento e caricato dello stemma comunale con l'iscrizione centrata in argento: COMUNE DI CASALBUTTANO ED UNITI. Le parti di metallo e i cordoni saranno argentati. L'asta verticale sarà ricoperta di velluto dai colori rosso e bianco con bullette argentate poste a spirale. Nella freccia sarà rappresentatolo stemma del Comune e sul gambo inciso il nome. Cravatta e nastri tricolorati dai colori nazionali frangiati di argento. D.P.R. del 6 marzo 1950 |                        |
|        | Casale Cremasco-Vidolasco Troncato: il primo, d'argento, alla torre campanaria al naturale, con tetto a cuspide di rosso, aperta e finestrata di uno di nero, e accostata da due torri di rosso, merlate di tre alla guelfa, murate, aperte e finestrate di uno di nero; il secondo, d'azzurro, alla mucca pezzata al naturale, ferma su un terrazzo di verde, sormontata da un grappolo di uva nera pampinata di due e accollata a due spighe di grano fruttate e fogliate d'oro, poste in croce di Sant'Andrea. Ornamenti esteriori di Comune. Gonfalone: Drappo troncato di bianco e di azzurro… |                        |
|        | Casaletto Ceredano Troncato: nel primo d'azzurro, alla spiga di grano d'oro, posta in palo; nel secondo d'argento, a due burelle di verde, alla torre quadrata di rosso, aperta e finestrata di due e murata di nero, attraversante, movente da un mare al naturale. Ornamenti esteriori di Comune. RD del 28 settembre 1929 Gonfalone: Drappo di bianco… |                        |
|        | Casaletto Vaprio Di rosso, alla fascia d'azzurro, accompagnata in capo da tre stelle raggiate di sei, ordinate in fascia, e in punta dalla spiga di frumento, posta in palo, il tutto d'oro. Ornamenti esteriori di Comune. Gonfalone: Drappo d'azzurro riccamente ornato con ricami d'argento e caricato dell'arma del Comune, con la iscrizione centrata in argento: COMUNE DI CASALETTO VAPRIO… |                        |
|        | Casaletto di Sopra Semipartito troncato: il primo, d'azzurro alla ruota di mulino d'oro, di due cerchi e di otto pale; il secondo, di porpora, alle due pianticelle di riso, sradicate, d'oro; il terzo, di verde, alla casetta d'argento chiusa di nero, finestrata di due dello stesso, tegolata di rosso. Ornamenti esteriori di Comune. Gonfalone: Drappo partito di porpora e di azzurro… |                        |
|        | Casalmaggiore D'azzurro. alla porta civica aperta sul cielo avente due merli alla ghibellina e stante su una campagna di verde con una strada accedente. Ornamenti esteriori di Città. Gonfalone: Drappo di azzurro… |                        |
|        | Casalmorano Campo di cielo, al castello di rosso, murato di nero, aperto del campo, torricellato di due pezzi laterali, esse torri finestrate di uno del campo, il corpo del castello merlato di sette, le torri di tre, esso castello fondato su campagna erbosa e sormontato da una losanga d'argento. Ornamenti esteriori da Comune. Gonfalone: Drappo partito di azzurro e di verde, riccamente ornato di ricami d'argento e caricato dello stemma comunale con l'iscrizione centrata in argento: COMUNE DI CASALMORANO. |                        |
|        | Castel Gabbiano D'azzurro, al torrione al naturale, aperto del campo e finestrato di due, sostenente un gabbiano d'argento sorante. Ornamenti esteriori da Comune. D.P.C.M. del 27 aprile 1960 Gonfalone: Drappo partito di bianco e di azzurro… |                        |
|        | Casteldidone |                        |
|        | Castelleone D'azzurro, alla gemella d'argento, su cui poggia un castello dello stesso, torricellato di tre pezzi, il mediano più alto, aperto del campo, accompagnata sotto da un leone passante d'oro. D.P.C.M. del 16 dicembre 1956 Gonfalone: Drappo partito di azzurro e di giallo. D.P.R. del 7 febbraio 1956 Bandiera: Drappo di bianco caricato dello stemma comunale. |                        |
|        | Castelverde D'argento a tre alberi di castagno al naturale, nodriti sulla campagna di verde, il mediano caricato di un castello di rosso, murato di nero, aperto del campo, torricellato di due pezzi laterali, fenestrati di uno di nero, merlati alla ghibellina, con il capo di rosso a due spade d'argento, impugnate d'oro poste in decusse. Ornamenti esteriori da Comune. R.D. del 19 novembre 1930 |                        |
|        | Castelvisconti Partito: nel primo, d'azzurro, alla torre di rosso, mattonata di nero, aperta e finestrata dal campo; nel secondo, d'oro, al biscione d'azzurro, ondeggiante in palo, coronato all'antica, d'argento, ingollante il putto, di carnagione, movente in fascia, con le braccia aperte. Ornamenti esteriori da Comune. Gonfalone: Drappo partito di rosso e d'azzurro riccamente ornato di ricami d'argento e caricato dello stemma sopra descritto con la iscrizione centrata in argento recante la denominazione del Comune. Le parti di metallo ed i cordoni saranno argentati. L'asta verticale sarà ricoperta di velluto dei colori del drappo, alternati, con bullette argentate poste a spirale. Nella freccia sarà rappresentato lo stemma del Comune e sul gambo inciso il nome. Cravatta con nastri tricolorati dai colori nazionali frangiati d'argento. D.P.R. del 6 aprile 1987 |                        |
|        | Cella Dati |                        |
|        | Chieve Inquartato con la croce d'argento sulla partizione: al primo d'oro; al secondo di azzurro, a due chiavi d'oro, in decusse, con l'ingegno in alto; al terzo campo di cielo, con una nave di un albero dalla vela spiegata, vogante sulle onde; al quarto d'oro, all'ancora di nero, posta in palo. Ornamenti esteriori da Comune. R.D. del 20 novembre 1933 Gonfalone: drappo di azzurro… |                        |
|        | Cicognolo Di rosso, alle quattro corone d'oro all'antica, gemmate e radiate di cinque punte disposte 1, 2, 1. Ornamenti esteriori da Comune. |                        |
|        | Cingia de' Botti Partito: il primo, d'azzurro, alla fascia scaccata d'argento e di rosso, di due tiri e di sei pezzi; il secondo, d'oro, alla torre campanaria di Pieve Gurata, di rosso, mattonata di nero, aperta con bifora del campo, fondata sulla pianura di verde, essa torre campanaria cimata da due merli ghibellini e dalla guglia centrale, cimata dalla crocetta di nero; il tutto sotto il capo di verde, caricato dall'aquila di nero, coronata dello stesso. Ornamenti esteriori da Comune. Gonfalone: Drappo rosso riccamente ornato di ricami d'argento e caricato dallo stemma comunale con la iscrizione centrata in argento, recante la denominazione del Comune. Le parti in metallo ed i cordoni argentati. Cravatta con nastri tricolorati dai colori nazionali frangiati d'argento. D.P.R. del 25 ottobre 1999 |                        |
|        | Corte de' Cortesi con Cignone Trinciato alla banda controdentata d'azzurro, di verde e d'argento, il verde caricato di un drago d'oro (Capo del Littorio). Ornamenti esteriori da Comune. R.D. del 24 agosto 1935 Prima versione in uso: Trinciato: nel primo, d'argento al biscione visconteo di verde, ondeggiante in palo, ingollante il bambino al naturale; nel secondo, di verde al leone d'oro; sul tutto alla banda centrodentata d'azzurro. Corona da Comune superiore ai 3 000 abitanti. Seconda versione in uso: Trinciato: nel primo, d'argento al biscione visconteo di verde, ondeggiante in palo, ingollante il bambino al naturale; nel secondo, di verde al drago d'oro; sul tutto alla banda controdentata d'azzurro. Ornamenti esteriori da Comune. Gonfalone: Drappo di azzurro… |                        |
|        | Corte de' Frati |                        |
|        | Credera Rubbiano D'azzurro, alla croce latina scorciata d'oro. Ornamenti esteriori da Comune. Gonfalone: Drappo di giallo bordato di azzurro… |                        |
|        | Crema D'argento al capo abbassato di rosso. Lo scudo sarà sormontato da corona marchionale cimata da elmo con un destrochiero armato posto tra due corna di cervo, impugnante una spada d'argento, con l'elsa d'oro, che taglia il nodo ultimo del corno sinistro. D.C.G. del 15 febbraio 1939 Gonfalone: Drappo di bianco bordato di rosso… |                        |
|        | Cremona Partito: al primo fasciato di rosso e d'argento; il secondo di azzurro al braccio vestito di rosso e d'argento stringente nella mano una palla d'oro. Corona gemmata a cinque fioroni. Decreto del 18 aprile 1951 |                        |
|        | Cremosano D.P.R. del 6 aprile 1987 |                        |
|        | Crotta d'Adda Inquartato: nel primo e nel quarto di rosso, al leone d'oro; nel secondo e nel terzo di azzurro, alla lista bifida d'argento accollata di tre spire ad un bastone di nero, quello del secondo in sbarra, quello del terzo in banda, caricata dal motto, in caratteri lapidari romani in nero: «FATALIS FORTITUDO». Il tutto è abbassato sotto un capo d'argento caricato con un'aquila d'azzurro, rivoltata, coronata all'antica di cinque dello stesso. Ornamenti esteriori da Comune. Gonfalone: Drappo di bianco… |                        |
|        | Cumignano sul Naviglio Troncato : il primo, d'argento alla croce di rosso; il secondo, campo di cielo, al San Giorgio vestito dell'armatura di acciaio al naturale, l'elmo ornato dal pennacchio di rosso, il mantello di rosso, tenente con la mano destra la lancia di nero, in atto di trafiggere un drago al naturale, riverso sulla campagna di verde, cavalcante il cavallo bianco al naturale. Ornamenti esteriori da Comune. D.C.C. del 29 novembre 2012 Gonfalone: Drappo quadrangolare, di un metro per due, di colore azzurro, sospeso mediante un bilico mobile ad un'asta ricoperta di velluto dello stesso colore, con bullette poste a spirale, e terminata in punta da una freccia, sulla quale sarà riprodotto lo stemma, e sul gambo il nome dell'Ente, sormontato dall'iscrizione centrata (convessa verso l'alto) dell'Ente. La cravatta frangiata consisterà in nastri tricolorati dai colori nazionali. (art. 5, R.D. 7 giugno 1943, n. 652). Per prassi invalsa le parti metalliche del gonfalone saranno: argentate, analogamente i ricami, i cordoni, l'iscrizione e le bullette a spirale saranno d'argento per gli stemmi del comune.                                                                                                   |                        |
|        | Derovere |                        |
|        | Dovera Interzato in fascia: il 1º, di argento, al cappello da arciprete, di nero, con tre fiocchi per parte, dello stesso; il 2º, di azzurro, alla stella di cinque raggi, d’oro; il 3º, d’oro, a tre elmi d’acciaio, chiusi, al naturale, in profilo, uno accanto all’altro. Ornamenti esteriori da Comune D.P.R. del 25 marzo 1998 Gonfalone: Drappo di azzurro riccamente ornato di ricami d’argento e caricato dello stemma sopra descritto con la iscrizione centrata in argento, recante la denominazione del Comune. Le parti di metallo ed i cordoni saranno argentati. L’asta verticale sarà ricoperta di velluto azzurro con bullette argentate poste a spirale. Nella freccia sarà rappresentato lo stemma del Comune e sul gambo inciso il nome. Cravatta e nastri tricolorati dai colori nazionali frangiati d'argento. D.P.R. del 25 marzo 1998 |                        |
|        | Drizzona (dal 1º gennaio 2019 si è fuso con il comune di Piadena per dare vita al nuovo comune di Piadena Drizzona) Troncato semipartito alla fascia di rosso nella troncatura: il primo, d'azzurro all'aquila di nero rivoltata dal volo abbassato; il secondo, d'argento; il terzo, d'azzurro, al torrione di rosso, murato di nero, merlato di tre, aperto del campo, posto sulla partizione. Ornamenti esteriori da Comune. Gonfalone: Drappo d'azzurro… |                        |
|        | Fiesco Partito: il primo, di verde, all'arco d'oro posto in palo, cordato d'argento, l'asta a sinistra; il secondo, di rosso, alla punta d'oro, sormontata dal giglio dello stesso, con il capo fusato in fascia di dodici pezzi, posti in cinque fasce, quattro fusi e otto semifusi, la prima e la quinta fascia formate ognuna da due semifusi d'azzurro, la seconda e la quarta formate ognuna dal fuso centrale e da due semifusi laterali, d'oro, la terza formata da due fusi d'azzurro. Ornamenti esteriori da Comune. Gonfalone: Drappo partito di rosso e di verde, riccamente ornato di ricami d'argento e caricato dallo Stemma comunale con la iscrizione centrata in argento, recante la denominazione del Comune: COMUNE DI FIESCO. Le parti di metallo e di cordoni saranno argentati. L'asta verticale sarà ricoperta di velluto dei colori del drappo, alternati, con bullette argentate poste a spirale. Nella freccia sarà rappresentato lo Stemma del Comune e sul gambo inciso il nome. Cravatta con nastri tricolorati dai colori nazionali frangiati d'argento. D.P.R. del 13 maggio 1999 |                        |
|        | Formigara D'azzurro, alla chiesa posta di tre quarti, col fianco sinistro a due archi e col fianco destro addossato ad una torre campanaria, il tutto al naturale. Ornamenti esteriori da Comune. D.P.R. del 19 marzo 1959 Gonfalone: Drappo di colore azzurro, riccamente ornato di ricami d'argento, e caricato dello stemma sopra descritto con l'iscrizione centrata in argento: COMUNE DI FORMIGARA. Le parti di metallo ed i cordoni sono argentati. L'asta verticale è ricoperta di velluto azzurro con bullette argentate poste a spazzola. Nella freccia è rappresentato lo stemma del comune e sul gambo inciso il nome. Cravatta e nastri tricolorati dai colori nazionali frangiati d'argento. |                        |
|        | Gabbioneta-Binanuova Partito: il primo, d'azzurro, al castello d'argento, murato di nero, merlato alla guelfa, le due torri merlate di tre, il fastigio merlato di sette, finestrato di otto del campo, due finestre nelle torri, sei ordinate in due fasce nel corpo del castello, il castello circondato dal muro di cortina d'argento, murato di nero, su base ellittica, merlato alla guelfa di quattordici merli visibili, chiuso di nero, sormontato dal bordone di pellegrino d'argento, posto in palo; nel secondo, d'argento, al leone di rosso, afferrante con le quattro zampe il ramo in palo, convesso verso la linea di partizione, fogliato di venticinque con foglie lanceolate, di verde. Ornamenti esteriori da Comune. Gonfalone: Drappo di bianco, riccamente ornato di ricami d'argento e caricato dallo stemma comunale con l'iscrizione centrata in argento, recante la denominazione del Comune: COMUNE DI GABBIONETA-BISANUOVA. Le parti di metallo ed i cordoni saranno argentati. L'asta verticale sarà ricoperta di velluto bianco con bullette argentate poste a spirale. Nella freccia sarà rappresentato lo stemma del Comune e sul gambo inciso il nome. Cravatta con nastri tricolorati dai colori nazionali frangiati d'argento. |                        |
|        | Gadesco-Pieve Delmona Partito: il primo, d'argento alla mezza torre aperta di nero sinistrata da un bastione aperto dello stesso e merlato di tre, il tutto al naturale; il secondo, di rosso a due fasce d'argento attraversato in palo da un braccio di carnagione, vestito fasciato d'oro e di rosso, impugnante un mazzo di spighe al naturale. Ornamenti esteriori da Comune. R.D. del 20 gennaio 1938 Gonfalone: Drappo di bianco con la bordatura di rosso, riccamente ornato di ricami d'argento e caricato dallo stemma sopra descritto con l'iscrizione centrata in argento, recante la denominazione del Comune: COMUNE DI GADESCO-PIEVE DELMONA. Le parti di metallo ed i cordoni saranno argentati. L'asta verticale sarà ricoperta di velluto dei colori del drappo, alternati, con bullette argentate poste a spirale. Nella freccia sarà rappresentato lo stemma del Comune e sul gambo inciso il nome. Cravatta con nastri tricolorati dai colori nazionali frangiati d'argento. D.P.R. del 24 novembre 2008 |                        |
|        | Genivolta Di verde, al tempio pagano al naturale gradinato di due, aperto e finestrato di nero, fondato su una campagna al naturale, al capo d'azzurro, caricato di due spade d'argento guarnite d'oro, poste in croce di Sant'Andrea. Ornamenti esteriori di Comune. Gonfalone: Drappo troncato di verde e d'azzurro… |                        |
|        | Gerre de' Caprioli Inquartato: nel primo, d'azzurro alla spiga di grano d'oro, posta in palo; nel secondo, trinciato di rosso e d'argento; nel terzo, trinciato d'oro e d'azzurro; nel quarto, di rosso alla pannocchia di granturco, d'argento, posta in palo. Ornamenti esteriori da Comune. D.P.R. n. 1831 del 23 maggio 1988 Gonfalone: Drappo di bianco… |                        |
|        | Gombito D.P.R. del 25 agosto 1953 Gonfalone: drappo partito di rosso e di azzurro. |                        |
|        | Grontardo Partito: il primo, d'azzurro, al campanile della chiesa di San Basilio in Grontardo, di rosso, mattonato di nero, con l'alta cuspide cimata dalla crocetta di nero, la cella campanaria aperta del campo con la campana d'oro, sotto la cella il quadrante dell'orologio d'argento, esso campanile finestrato di tre in palo, di nero, chiuso dello stesso, fondato in punta; il secondo, d'oro, alla pianticella recisa di lino, al naturale, fiorita di tre, dello stesso, accompagnata da due fasce diminuite di rosso, una in capo, l'altra in punta. Ornamenti esteriori da Comune. Gonfalone: Drappo partito di rosso e d'azzurro… D.P.R. del 30 marzo 2004 |                        |
|        | Grumello Cremonese ed Uniti |                        |
|        | Gussola Inquartato: il primo, d'oro, all'aquila spiegata di nero, rostrata e membrata e coronata all'antica del campo, linguata e armata di rosso; il secondo, troncato: 1) d'azzurro, a tre stelle raggiate di sei, male ordinate; 2) d'argento, all'usignolo al naturale, fermo su una campagna di verde; il terzo, d'azzurro, al braccio destro di carnagione, uscente dal lato, stringente tre serpi al naturale, impugnate; il quarto, d'oro, al castello di rosso, torricellato di due pezzi laterali, aperto di nero, le torri finestrate di due dell'ultimo, 1 e 1, il fastigio e le torri merlate di tre, esso castello sostenente una colomba d'argento, posta tra le torri. Ornamenti esteriori da Comune. Gonfalone: A forma di stendardo, trimerlato nella parte inferiore, con la mediana più lunga, e frange d'argento in basso, suddiviso in due bande verticali di uguali dimensioni di cui la sinistra di colore blu e la destra di colore rosso. Porta al centro lo stemma del comune, nella parte superiore la scritta arcuata: "COMUNE DI GUSSOLA" e nella parte inferiore fregi argentati. |                        |
|        | Isola Dovarese Troncato: nel primo, d'azzurro alla losanga d'oro; nel secondo, fasciato di nero e d'argento. Ornamenti esteriori da Comune. |                        |
|        | Izano Di rosso, al castello d'argento, murato di nero, torricellato di due, ciascuna di due palchi, aperto e finestrato del campo di cinque, una nel corpo del castello, due nelle torri, una per ciascun palco, il fastigio merlato di sei, le torri di tre per ciascun palco, esso castello fondato su di una campagna di verde, sormontato in capo dalle lettere I e Z con il segno di contrazione, pure d'argento, addestrato dal vexillum romano posto in palo e sinistrato da un avambraccio di carnagione vestito d'azzurro, impugnante una spada posta in sbarra d'argento manicata d'oro. Ornamenti esteriori da Comune. RD del 21 agosto 1937 Gonfalone: Drappo partito di bianco e di rosso… DPR del 15 luglio 1983 |                        |
|        | Madignano Troncato in banda: nel primo, d'oro al castello di rosso, murato di nero, torricellato di due pezzi, aperto del campo, esso castello privo di finestre, le torri finestrate di una del campo, il fastigio merlato di otto, le torri di tre; nel secondo, di verde al covone di grano d'oro. Ornamenti esteriori da Comune. Gonfalone: Drappo di colore azzurro, riccamente ornato di ricami d'argento e caricato dello stemma sopradescritto con l'iscrizione centrata in argento: COMUNE DI MADIGNANO. R.D. dell'8 maggio 1932 |                        |
|        | Malagnino Tagliato dalla sbarra d'argento: nel primo, di verde, alle cinque spighe di grano d'oro, impugnate, legate da un nastro d'azzurro; nel secondo, di rosso, alle tre stelle d'argento, di cinque punte, ordinate 1-2. Sotto lo scudo, su lista bifida svolazzante d'argento, il motto a lettere maiuscole di nero, il motto: INTER PADUM ET OLLIUM FLUMINA. Ornamenti esteriori da Comune. Gonfalone: Drappo di bianco con la bordatura di verde… D.P.R. dell'8 settembre 2023 |                        |
|        | Martignana di Po Troncato: nel primo, d'oro, all'aquila spiegata di nero, rostrata, linguata, membrata e coronata all'antica del campo, posta sulla partizione; nel secondo, fasciato di rosso e d'azzurro. Ornamenti esteriori da Comune. |                        |
|        | Monte Cremasco Gonfalone: Drappo di rosso… |                        |
|        | Montodine |                        |
|        | Moscazzano Partito: il primo, d'azzurro al castello di rosso, murato, aperto e finestrato di due finestrelle quadrate di nero, torricellato di uno, finestrato di uno dell'ultimo, esso castello merlato di cinque, la torre di tre; il secondo, troncato d'argento e di rosso alla testa del grifo recisa, dell'uno nell'altro. Ornamenti esteriori da Comune. D.P.R. del 29 marzo 1962, trascritto nel Registro Araldico dell'Archivio Centrale dello Stato il 15 giugno 1962. Gonfalone: Drappo partito d'azzurro e di rosso… |                        |
|        | Motta Baluffi Partito d'argento e di rosso, allo scaglione d'azzurro, accompagnato da tre spighe di grano, due in capo, dell'uno nell'altro, e una in punta, sulla partizione, dell'uno all'altro. Ornamenti esteriori di Comune. Motto: «MOTTA BALUFFI». |                        |
|        | Offanengo D.P.R. del 14 luglio 1960 |                        |
|        | Olmeneta Campo di cielo, all'albero di olmo nodrido sulla campagna erbosa, il tutto al naturale. Ornamenti esteriori da Comune. |                        |
|        | Ostiano D'azzurro, al portale di legno chiuso dal catenaccio, entro un fonice con due gradini di marmo, il tutto al naturale. Ornamenti esteriori da Comune. Gonfalone: Drappo di bianco… |                        |
|        | Paderno Ponchielli Di rosso, al leone rampante d'oro con la testa in maestà, linguato e allumato del campo. Sotto lo scudo, su lista bifida svolazzante di rosso il motto, in lettere maiuscole, di nero: «AMILCAR PRAECLARUS FILIUS MEUS». Ornamenti esteriori da Comune. Gonfalone: Drappo di giallo… |                        |
|        | Palazzo Pignano Gonfalone: Drappo partito di bianco e d'azzurro… |                        |
|        | Pandino D'argento, al leone al naturale, impugnante con la branca destra anteriore una spada manicata d'oro, posta in sbarra. Ornamenti esteriori da Comune. R.D. del 19 dicembre 1928 Gonfalone: Drappo partito di bianco e di giallo… D.P.R. del 19 marzo 1959 |                        |
|        | Persico Dosimo Di rosso, alle cinque spighe di grano, d'oro, poste a ventaglio, nodrite unitamente nella campagna di verde, accompagnate in capo da nove stelle di cinque raggi, d'argento, poste cinque, quattro. Ornamenti esteriori da Comune. D.P.R. dell'8 dicembre 2007 Gonfalone: Drappo partito di verde e di giallo… |                        |
|        | Pescarolo ed Uniti Di rosso, trinciato da una banda di verde caricata da tre uccelli palustri d'argento fermi e tenenti col becco un pesce pure d'argento; la banda è accostata in capo, da una torre d'argento, murata, aperta e finestrata di uno di nero, merlata di quattro, e in punta dalla scritta in caratteri maiuscoli d'argento: «SATOR AREPO TENENT OPERA ROTAS», su cinque righe. Ornamenti esteriori da Comune. |                        |
|        | Pessina Cremonese Campo di cielo, al castello di rosso, murato di nero, torricellato di uno, merlato di cinque nel fastigio e di tre nella torre, aperto e finestrato nella torre di uno, del campo, fondato su una pianura di verde, accostato, nel canton destro del capo, da tre spighe d'oro, impugnate e annodate dello stesso al gambo. Ornamenti esteriori da Comune. Gonfalone: Drappo di colore azzurro, riccamente ornato di ricami d'argento, e caricato dello stemma sopra descritto con l'iscrizione centrata in argento: COMUNE DI PESSINA CREMONESE. Le parti di metallo ed i cordoni saranno argentati. L'asta verticale sarà ricoperta di velluto azzurro con bullette argentate poste a spirale. Nella freccia sarà rappresentato lo stemma del comune e sul gambo inciso il nome. Cravatta e nastri tricolorati dai colori nazionali frangiati d'argento |                        |
|        | Piadena (dal 1º gennaio 2019 si è fuso con il comune di Drizzona per dare vita al nuovo comune di Piadena Drizzona) D'argento, alle due torri coperte, di rosso, mattonate e finestrate di uno nero, unite dal ponte di rosso, mattonato di nero, con l'impalcatura convessa, fondate sulla pianura d'azzurro, fluttuosa d'argento, esse torri accompagnate nel punto d'onore dal biscione visconteo ondeggiante in palo, d'azzurro, coronato all'antica d'oro, ingollante il putto di carnagione, capelluto di nero, con le braccia aperte. Sotto lo scudo, su lista bifida e svolazzante d'argento, il motto, in lettere maiuscole di nero: «PROSPERA ET PROBATA PLATINA». Ornamenti esteriori da Comune. D.P.R. del 26 giugno 2008 Gonfalone: Drappo di bianco con la bordatura d'azzurro… |                        |
|        | Piadena Drizzona Inquartato: nel primo, campo di cielo, all'aquila rivoltata, di nero, allumata, rostrata, lampassata e membrata d'oro; nel secondo, d'argento, al biscione ondeggiante in palo, d'azzurro, coronato all'antica d'oro, ingollante il putto di carnagione, capelluto di nero; nel terzo d'argento e nel quarto di cielo, attraversati dal castello, aperto, di rosso, mattonato di nero, munito di tre torri circolari merlate, la torre centrale più alta, fondato sul fiume, fluttuoso, al naturale. Ornamenti esteriori da Comune. Gonfalone: Drappo inquartato di bianco e d'azzurro. DPR del 27 luglio 2020 |                        |
|        | Pianengo Troncato d'argento e di verde, all'edificio di tre corpi, di rosso attraversante, accompagnato in capo da un pezzo di corona dentata, convesso all'insù, munito di nove denti, di nero. Ornamenti esteriori da Comune. D.P.R. n. 1414 del 4 aprile 1985 Gonfalone: Drappo troncato di verde e di bianco riccamente ornato di ricami d'argento e caricato dello stemma sopra descritto con iscrizione centrata in argento: COMUNE DI PIANENGO. Le parti in metallo e i cordoni sono argentati. L'asta di metallo è ricoperta di velluto dei colori del drappo, alternati con bullette argentate poste a spirale. Nella freccia è rappresentato lo stemma del comune e sul gambo inciso il nome. Cravatta con nastri tricolorati dei colori nazionali frangiati d'argento. |                        |
|        | Pieranica Gonfalone: Drappo di bianco alla bordura d'azzurro… |                        |
|        | Pieve San Giacomo D'azzurro, alla fascia d'argento, accompagnata nel cantone destro dal capo da una spiga di grano fruttata d'oro, posta in palo, e in punta da un'anfora romana di cotto. Ornamenti esteriori da Comune. Gonfalone: Drappo partito di bianco e d'azzurro… |                        |
|        | Pieve d'Olmi Campo di cielo, alla chiesa di rosso, vista in prospettiva, unita a sinistra al campanile dello stesso e accostata da due olmi, fondato su campagna, il tutto al naturale. Ornamenti esteriori da Comune. Gonfalone: Drappo d'azzurro… |                        |
|        | Pizzighettone Troncato d'azzurro e d'argento al grifo dell'uno all'altro, linguato e armato di rosso. Motto: «PICE LEON». Ornamenti esteriori da Comune. |                        |
|        | Pozzaglio ed Uniti Partito: il primo, d'azzurro alla porta, unita a destra ai ruderi delle mura, al naturale, carica della croce di nero e fondata su una campagna di verde; il secondo, d'oro al leone d'azzurro, rivoltato. Ornamenti esteriori da Comune. |                        |
|        | Quintano Gonfalone: Drappo di azzurro… DPR del 25 settembre 1989 |                        |
|        | Ricengo D'argento alla fascia di rosso, accompagnato in capo da un sole figurato dell'ultimo e in punta da due spighe di grano d'oro, decussate. Ornamenti esteriori da Comune. Gonfalone: Drappo troncato di tre di verde, di bianco e di rosso… |                        |
|        | Ripalta Arpina D'argento, al castello di rosso, murato di nero, torricellato di due pezzi, merlato alla ghibellina di undici pezzi nel fastigio, di tre in ciascuna torre, il castello aperto di nero e finestrato di una finestrella tonda del campo, le torri finestrate di due del campo, 1 e 1, esso castello sostenente un'aquila al naturale dal volo abbassato, coronata d'oro e poggiante con gli artigli sulle due torricelle. Ornamenti esteriori da Comune. Gonfalone: Drappo partito di rosso e di bianco ornato di ricami d'argento e caricato dello stemma con l'iscrizione centrale in argento: COMUNE DI RIPALTA ARPINA. |                        |
|        | Ripalta Cremasca Troncato di rosso e di verde, alla fascia ondata d'argento posta sulla troncatura, caricata di una losanga di verde; nel primo, al braccio di carnagione, uscente dalla partizione, impugnate una spada d'argento guarnita d'oro, posta in palo; nel secondo, a tre monti all'italiana d'argento. Ornamenti esteriori da Comune. D.P.R. del 16 maggio 1962 Gonfalone: Drappo partito di rosso e di verde… |                        |
|        | Ripalta Guerina Troncato dalla fascia ondata d'argento: sopra d'azzurro, al torrione d'argento, merlato di cinque alla ghibellina, aperto e murato di nero; sotto di verde, a tre spighe d'oro, disposte a ventaglio, legate da nastro tricolorato dai colori nazionali. Ornamenti esteriori da Comune. Gonfalone: Drappo partito di bianco e di giallo… D.P.R. del 7 dicembre 1958 |                        |
|        | Rivarolo del Re ed Uniti Inquartato, d'argento e d'azzurro, all'albero di pesco fustato, frondoso e fruttato al naturale; nodrito dalla montagna di verde movente dalla punta; al tronco dell'albero è legato con catena d'oro spezzata un cane attraversante il tronco; sul tutto, in cuore, lo scudetto d'argento, al biscione visconteo d'azzurro, ondeggiante in palo, coronato all'antica d'oro, ingollante il putto di carnagione, crinito di nero, movente in fascia, con le braccia aperte (dei Visconti). Ornamenti esteriori da Comune. |                        |
|        | Rivolta d'Adda Troncato, partito: nel primo, d'oro all'aquila dal volo spiegato di nero, coronata del campo; nel secondo, d'argento; nel terzo, di rosso, alla torre al naturale, merlata alla ghibellina di tre, aperta, finestrata di due e murata di nero, attraversante sulla seconda e terza partizione, posta sopra una campagna di verde, fiancheggiata da due leoni controrampanti, quello di destra d'oro, quello di sinistra d'argento. Ornamenti esteriori da Comune. D.C.G. dell'8 marzo 1928 Gonfalone: Drappo di giallo bordato di rosso… |                        |
|        | Robecco d'Oglio D'oro alla fascia diminuita di rossa, alla colomba sorante, al naturale, attraversante. Ornamenti esteriori da Comune. |                        |
|        | Romanengo Troncato: nel primo, di rosso, al castello d'oro, murato di nero, torricellato di un pezzo, la torre merlata di quattro, il fastigio di nove, esso castello aperto di nero, finestrato di due finestrelle rettangolari, dello stesso, poste in fascia, fondato sulla linea di partizione; nel secondo, controscaglionato d'oro e di verde. Ornamenti esteriori di Comune. Gonfalone: Drappo di giallo riccamente ornato di ricami d'argento e caricato dello stemma con l'iscrizione centrata in argento recante la denominazione del comune: COMUNE DI ROMANENGO. Le parti di metallo ed i cordoni sono argentati. L'asta verticale è ricoperta di velluto giallo con bullette argentate poste a spirale. Nella freccia sarà rappresentato lo stemma del comune e sul gambo inciso il nome. Cravatta con nastri tricolorati dai colori nazionali frangiati d'argento. |                        |
|        | Salvirola |                        |
|        | San Bassano Gonfalone: Drappo partito di rosso e di giallo… |                        |
|        | San Daniele Po Di rosso, al leone d'oro tenente tra le branche anteriori uno scudetto d'argento alla fascia del campo. Sul tutto un filetto ondato in banda d'argento. Ornamenti esteriori da Comune. Gonfalone: Drappo di bianco… |                        |
|        | San Giovanni in Croce Lo stemma è costituito da figura geometrica che racchiude nel campo di azzurro una croce di argento di Sant'Andrea, caricata ai margini da piccoli alberi, accostata ai lati da due alberetti nodridi di verde e fondati sulla terrazza dello stesso, in capo di una rocca, torricellata di due pezzi cilindrici e accostata lateralmente da due alberetti di verde sradicati e in punta da un castello torricellato di due pezzi laterali merlati alla guelfa aperti e finestrati di nero. (descrizione non araldica). |                        |
|        | San Martino del Lago Troncato: nel primo, di rosso, a San Martino a cavallo, il santo armato di tutto punto e calzante l'elmo, il tutto d'argento, con il mantello d'azzurro, il viso, rivoltato, e le mani di carnagione, tenente con la mano destra la spada d'argento, nell'atto di tagliare il mantello, sostenuto dalla mano sinistra, al povero di carnagione, barbuto e crinito d'oro, cinto ai fianchi d'argento, nell'atto di ricevere il mantello con la mano destra; il cavallo d'argento, bardato al naturale; nel secondo, fasciato ondato d'azzurro e d'argento. Ornamenti esteriori da Comune. |                        |
|        | Scandolara Ravara Semitroncato, partito: nel primo, d'argento al castello di rosso, murato di nero, torricellato di due pezzi, il castello aperto e finestrato di quattro del campo, due finestrelle tonde nel corpo, una in ciascuna torre, il fastigio merlato alla ghibellina di due, le torri di tre; nel secondo, d'azzurro alla banda ondata d'argento; nel terzo, inquartato, il primo e il quarto di rosso, il secondo e il terzo d'oro. Ornamenti esteriori da Comune. R.D. n. 699 del 1º aprile 1915 Gonfalone: Drappo di bianco… |                        |
|        | Scandolara Ripa d'Oglio Partito: il primo, di verde, alle cinque spighe di grano d'oro, impugnate, legate di rosso; il secondo, di rosso, al pastorale d'oro, posto in palo; alla campagna, d'azzurro, caricata dalla piroga, d'oro. Ornamenti esteriori da Comune. Gonfalone: Drappo partito di giallo e d'azzurro… |                        |
|        | Sergnano D'oro, alla fiamma di cinque punte di rosso accompagnata in campo da una stella di verde e in punta dalla campagna di fiume ristretta al naturale. Ornamenti esteriori da Comune. Gonfalone: Drappo di rosso… D.P.R. n. 4141 del 5 ottobre 1988 |                        |
|        | Sesto ed Uniti Partito: nel primo, d'azzurro alla pietra miliare d'argento con il numero "sei" in lettere capitali romane di nero, fondata su una campagna di verde al naturale; nel secondo, d'oro al torrione di rosso, murato di nero, merlato di cinque alla ghibellina, aperto del campo. Ornamenti esteriori da Comune. Gonfalone: Drappo partito di giallo e d'azzurro riccamente ornato di ricami d'argento e caricato dello stemma sopra descritto con la iscrizione centrata in argento: COMUNE DI SESTO ED UNITI. Le parti di metallo ed i cordoni saranno argentei. L'asta verticale sarà ricoperta di velluto dei colori del drappo, alternati, con bullette argentate poste a spirale. Nella freccia sarà rappresentato lo stemma del Comune e sul gambo inciso il nome. Cravatta e nastri tricolorati dai colori nazionali frangiati d'argento. |                        |
|        | Solarolo Rainerio D'azzurro, al sole raggiato e figurato d'oro. Ornamenti esteriori da Comune. Gonfalone: Drappo partito di giallo e di azzurro. DPR del 14 ottobre 1983 |                        |
|        | Soncino D.P.R. 18 novembre 2004 Gonfalone: Drappo di rosso… |                        |
|        | Soresina D'azzurro alla figura di donna vestita di rosso dai lunghi e copiosi capelli inanellati, coronata d'oro, posta sulla campagna di verde, tenente nella mano destra un castelletto torricellato di un pezzo e nella sinistra un nastro d'argento che le sovrasta il capo, con la scritta "Sol regina". Ornamenti esteriori da Città. |                        |
|        | Sospiro D'azzurro al castello torricellato di uno, merlato alla ghibellina, al naturale, aperto, finestrato e murato di nero, posto sopra una campagna di verde. Ornamenti esteriori da Comune. R.D. del 16 febbraio 1928, RR.LL.PP. del 10 agosto 1928 Gonfalone: drappo palato di tre, di verde, di bianco e di rosso… |                        |
|        | Spinadesco Partito: nel primo troncato di azzurro e di oro, al leone rivoltato, rampante, al naturale; nel secondo di argento al castello di pietra, merlato di nero, merlato alla ghibellina di cinque, cordonato in alto aperto e finestrato nel campo. Ornamenti esteriori da Comune. Gonfalone: drappo interzato in fascia di azzurro, di giallo di bianco riccamente ornato di ricami di argento e caricato dello stemma civico con l'iscrizione centrata in argento: Comune di Spinadesco. Le parti di metallo ed i cordoni saranno argentati. L'asta verticale sarà ricoperta di velluto azzurro, con bullette argentate poste a spirale. Nella freccia sarà rappresentato lo stemma del Comune e sul gambo inciso il nome. Cravatta e nastri tricolorati dei colori nazionali frangiati d'argento. |                        |
|        | Spineda Partito: nel primo d'azzurro alla torre d'argento merlata alla ghibellina aperta e finestrata; al secondo di rosso al leone d'argento rivoltato. Ornamenti esteriori da Comune R.D. dell'11 ottobre 1938 |                        |
|        | Spino d'Adda Di rosso, alle due spade d'argento guarnite d'oro, poste in decusse, con le punte all'insù, attraversanti la fascia di azzurro, essa fascia sormontata dalla rosa d'oro. Ornamenti esteriori da Comune. D.P.R. del 17 giugno 2009 Gonfalone: drappo di giallo bordato d'azzurro… |                        |
|        | Stagno Lombardo D'oro ai cinque covoni di grano d'azzurro, disposti: 2, 1, 2.Sulla campagna uno stagno di verde al naturale. Ornamenti esteriori da Comune. Incongruenza tra disegno e blasonatura: i covoni di grano sono d'oro e non di azzurro. |                        |
|        | Ticengo Troncato: il PRIMO, di rosso, alla borsa all'antica, d'oro, legata dello stesso, accompagnata nei fianchi da due forbici all'antica, di argento, poste in palo, con gli anelli all'ingiù e le lame aperte; il SECONDO, di azzurro, al castello di argento, murato di nero, di tre torri, la torre centrale bassa, merlate ognuna di tre alla guelfa, il fastigio privo di merli, le torri finestrate ognuna con finestrella tonda di nero, esso castello chiuso dello stesso e fondato in punta. Ornamenti esteriori a Comune Gonfalone: drappo di bianco con la bordatura di rosso… D.P.R. dell'11 maggio 2004 |                        |
|        | Torlino Vimercati |                        |
|        | Tornata Inquartato: il PRIMO, di verde, al leone d'oro, linguato di rosso, afferrante con la zampa anteriore sinistra la rosa di rosso, gambuta e fogliata di due di verde, posta in palo; il SECONDO, di rosso, alle sette spighe di grano d'oro, impugnate, legate di azzurro; il TERZO, d'oro, al grappolo d'uva, di rosso, pampinoso di due, di verde; il QUARTO, di azzurro, al leone d'oro, linguato di rosso. Ornamenti esteriori da Comune. Gonfalone: drappo di giallo… D.P.R. del 30 novembre 2005 |                        |
|        | Torre de' Picenardi D.P.R. del 9 gennaio 1967 Gonfalone: drappo di bianco… |                        |
|        | Torricella del Pizzo |                        |
|        | Trescore Cremasco D'oro, alla torre di azzurro, murata di nero, merlata alla guelfa di quattro, chiusa e finestrata di nero, fondata sulla pianura erbosa di verde, accompagnata da due abeti di verde, fustati al naturale, nodriti nella pianura. Ornamenti esteriori da Comune. D.P.R. del 25 giugno 1992 Gonfalone: drappo partito di giallo e di azzurro… |                        |
|        | Trigolo D'argento ai due pali d'azzurro e alle tre stelle di sei raggi, dello stesso, ordinate in palo tra i due pali. Ornamenti esteriori di Comune. Gonfalone: drappo d'azzurro, riccamente ornato di ricami d'argento e caricato dello stemma sopra descritto con la iscrizione centrata in argento recante la denominazione del Comune. Le parti di metallo ed i cordoni saranno argentati. L'asta verticale sarà ricoperta di vellutto azzurro, con bullette argentate poste a spirale. Nella freccia sarà rappresentato lo stemma del Comune e sul gambo inciso il nome. Cravatta con nastri tricolorati dai colori nazionali frangiati d'argento. |                        |
|        | Vaiano Cremasco Trinciato di argento e di rosso, ciascun campo caricato di una rosa di sei foglie dell'uno nell'altro, alla banda di azzurro sulla partizione. Ornamenti esteriori da Comune. Gonfalone: drappo di azzurro… |                        |
|        | Vailate |                        |
|        | Vescovato Scudo ripartito in due campi uguali; il PRIMO azzurro con tre bozzoli da seta d'oro, il SECONDO rosso con covone di frumento in oro. Sulla linea di ripartizione: Pastorale Vescovile in argento. Lo scudo è sormontato da corona di comune. Incongruenza tra disegno e blasonatura: nel secondo ci sono sette spighe legate e non un covone. |                        |
|        | Volongo Partito di rosso e di argento, al castello dell'uno all'altro, murato di nero, merlato alla guelfa, le due torri di tre, il fastigio di due, esso castello chiuso di azzurro, finestrato nelle torri con finestrella tonda, una e una, dello stesso, accompagnato in capo dalla scritta, in lettere maiuscole di nero, OPPIDUM VOLUNGI. Ornamenti esteriori da Comune. D.P.R. del 7 gennaio 2010 Gonfalone: Drappo di azzurro… |                        |
|        | Voltido D'azzurro, alla banda ondata di argento, attraversata da un fascio di spighe di grano fruttate e fogliate al naturale. Ornamenti esteriori da Comune. Gonfalone: Drappo di azzurro… |                        |